# 雇佣兵队长
雇佣兵队长（義大利語：Condottiero）是中世纪及近代时期意大利雇佣军的指挥官，曾为众多欧洲君主和教皇效力，参与了意大利战争、文艺复兴时期和后来的欧洲宗教战争。知名的雇佣兵队长包括切萨雷·波吉亚、安德烈亚·多里亚和亚历桑德罗·法尔内塞。